# Aldisa
Aldisa is een geslacht dat behoort tot de familie van de Cadlinidae.

## Soorten
- Aldisa alabastrina (Cooper, 1863)
- Aldisa albatrossae Elwood, Valdés & Gosliner, 2000
- Aldisa albomarginata Millen in Millen & Gosliner, 1985
- Aldisa andersoni Gosliner & Behrens, 2004
- Aldisa banyulensis Pruvot-Fol, 1951
- Aldisa barlettai Ortea & Ballesteros, 1989
- Aldisa benguelae Gosliner in Millen & Gosliner, 1985
- Aldisa binotata Pruvot-Fol, 1953
- Aldisa cooperi Robilliard & Baba, 1972
- Aldisa erwinkoehleri Perrone, 2001
- Aldisa expleta Ortea, Pérez & Llera, 1982
- Aldisa fragaria Tibiriçá, Pola & Cervera, 2017
- Aldisa pikokai Bertsch & S. Johnson, 1982
- Aldisa puntallanensis Moro & Ortea, 2011
- Aldisa sanguinea (J. G. Cooper, 1863)
- Aldisa smaragdina Ortea, Pérez & Llera, 1982
- Aldisa tara Millen in Millen & Gosliner, 1985
- Aldisa trimaculata Gosliner in Millen & Gosliner, 1985
- Aldisa williamsi Elwood, Valdés & Gosliner, 2000
- Aldisa zavorensis Tibiriçá, Pola & Cervera, 2017
- Aldisa zetlandica (Alder & Hancock, 1854)

### Synoniemen
- Aldisa berghi Vayssière, 1901 => Doris ocelligera (Bergh, 1881)

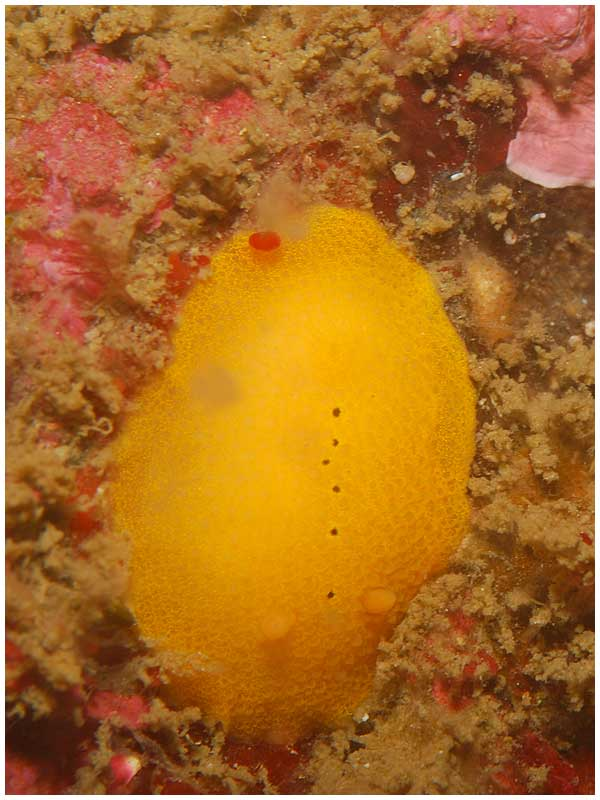
Aldisa cooperi
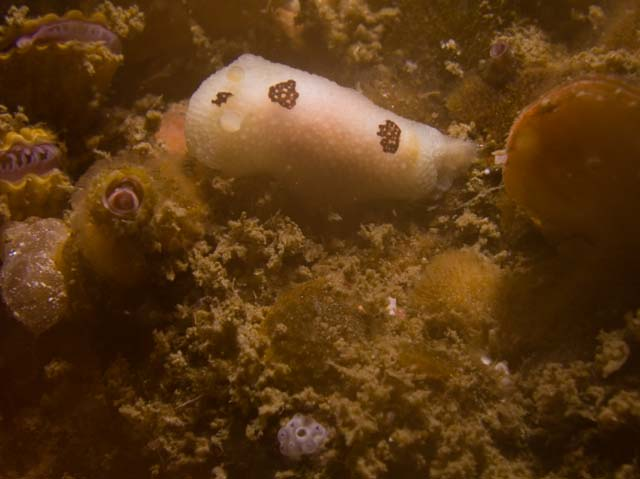
Aldisa trimaculata
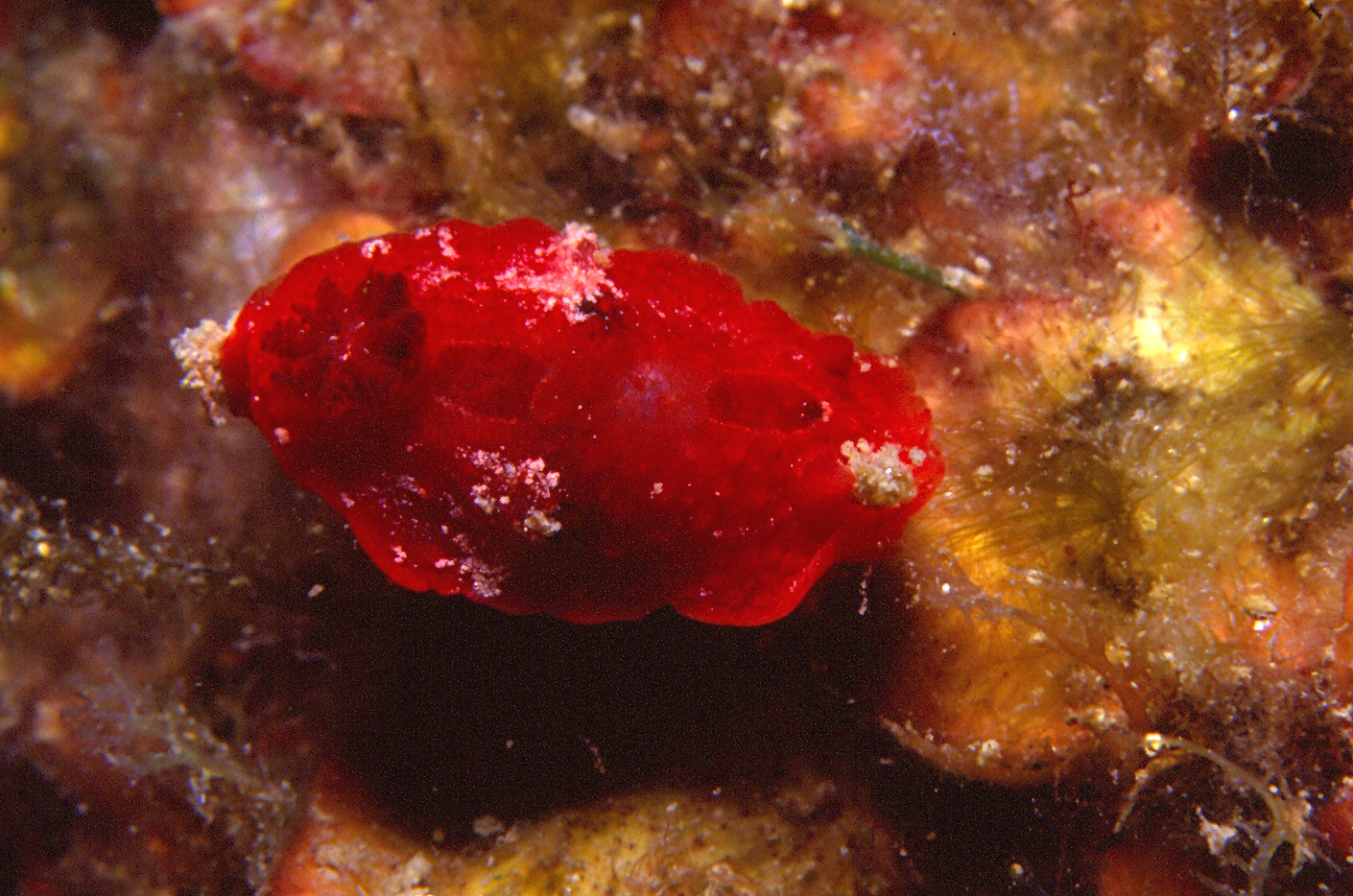
Aldisa banyulensis
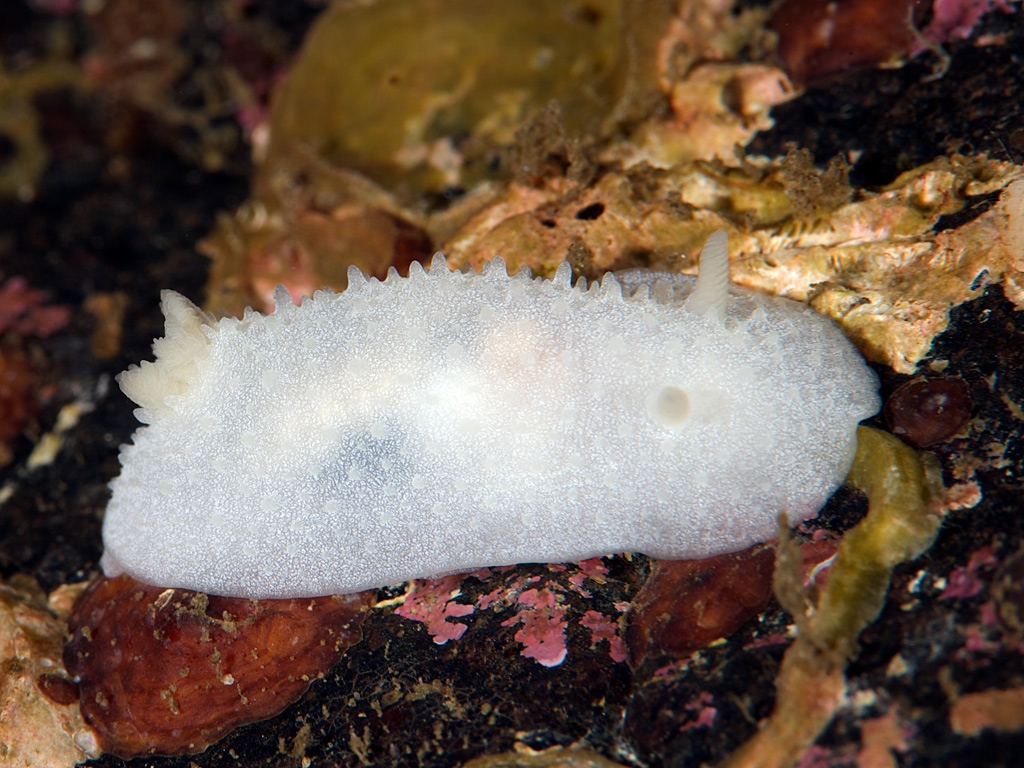
Aldisa zetlandica
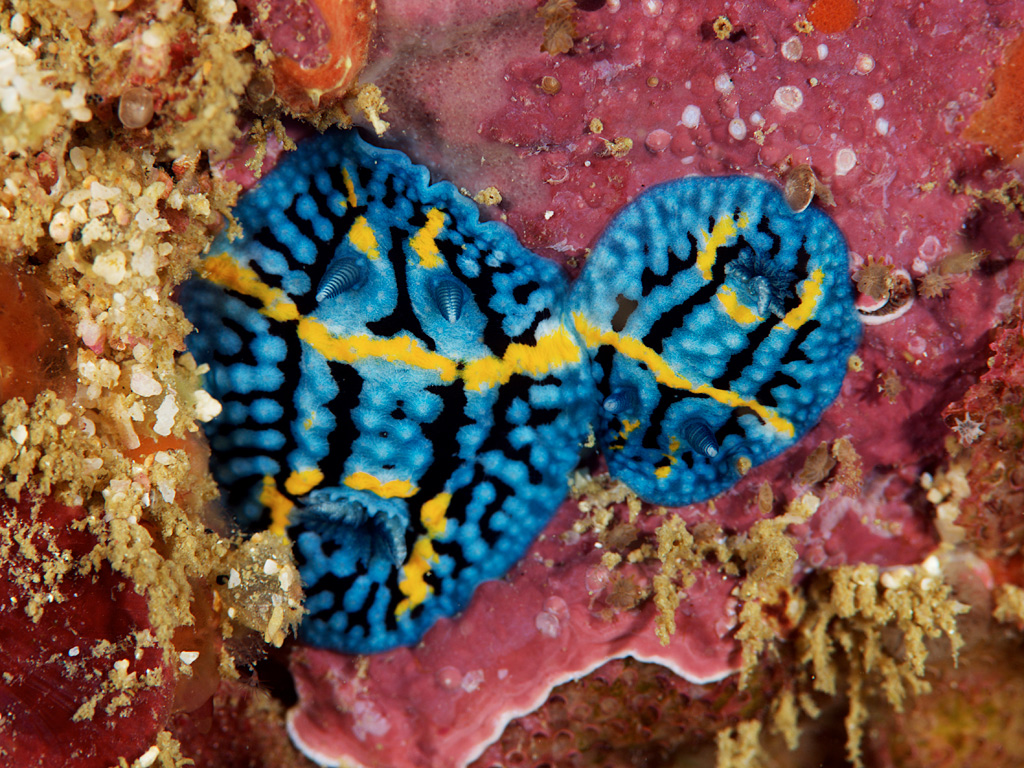
Aldisa andersoni